# Otgontenger uul
Otgontenger uul (mong. Отгонтэнгэр уул) – góra położona w północno-zachodniej Mongolii, na terenie ajmaku dzawchańskiego, w odległości 1023 km od stolicy kraju Ułan Bator. Najwyższy szczyt pasma Changaj. Jest jedynym wierzchołkiem w całym paśmie pokrytym wiecznym śniegiem. Południowa część góry to największa granitowa ściana w kraju. Szczyt osiąga 4008 m n.p.m. W podaniach ludowych związany z buddyjskim bogiem Wadżrapanim i pogrzebem Czyngis-chana. Zaliczany do najświętszych gór Mongolii.

## Turystyka
Szczyt położony jest 60 km od stolicy ajmaku, Uliastaj. Z powodu swojej izolacji z góry roztaczają się widoki na pustynię Gobi na południu i na wielki step rozciągający się na północ. Od 1992 roku wierzchołek wraz z otoczeniem stanowi ścisły rezerwat przyrody, utworzony w celu zachowania wysokogórskiego alpejskiego ekosystemu. Z tego powodu wspinaczka jest tu zabroniona. W pobliżu znajduje się jezioro Badar Chundag nuur i gorące źródła, które są dostępne dla turystów.